# 檸檬黨
加拿大檸檬黨是一個戏谑的加拿大政黨，曾在聯邦層級以及魁北克省運作。該黨於1987年1月8日由當時黨魁丹尼斯·R·帕特諾德(英語：Denis R. Patenaude) 註冊成立 。並因未能有至少十名候選人參選而於1998年11月14日被註銷。該黨由「教宗泰倫斯一世」領導，但他的存在尚未獲得證實。根據讓·西蒙·波裡裡（英語：Jean-Simon Poirier)的說法，泰倫斯是一個「有點神秘、傳說中的人物」，並不常待在加拿大。他表示：「有趣的是，他從未在國內露面，總是在其他國家巡迴活動，」並補充說，目前泰倫斯正造訪西伯利亞西南部。他們的官方代理人是Mary-Gabrielle Blay II。
根據該黨一位重量級女發言人的說法，2004年全國代表大會提出的政策綱領，被形容為「被放置在小型綠色塑膠盒中，並銷售給墨西哥的工業豬場」。隨後，以「為了苦澀的加拿大」為口號的選舉競選活動，雖然只獲得少量媒體報導，但多數報導帶有同情態度。該黨的最後一份新聞稿於2006年加拿大大選前五天在網路上發布，內容嘲諷了自由党員保罗·马丁和保守党員斯蒂芬·哈珀。檸檬黨以其在財政紀律和推動經濟成長方面的表現而自豪，其經濟計畫據稱由蒙特婁經濟學家 Ianik Marcil 撰寫。檸檬黨的黨員自稱為檸檬主義者（英語：lemonistas）和檸檬（英語：lemons）。 
檸檬黨自1990年代初期起就不再以政黨形式登記，當時僅在魁北克註冊。他們原本打算於2004年重新註冊，但卻未能及時填寫所需文件。他們認為候選人登記截止日期是6月9日，然而實際上截止日期提前兩天。該黨一名成員讓·西蒙·波裡裡（英語：Jean-Simon Poirier)承認，這次困境完全是黨內自找的。他表示：「我們不太有組織，我們就像自由黨一樣。」

## 政策與平台
檸檬黨有以下承諾： 
- 將加拿大的經濟重組，著重於檸檬生產
- 支持全球暖化（以便在加拿大種植檸檬）
- 廢除多倫多（藉以「利用城市外選民的偏見」[5] ）
- 廢除萬有引力定律（以避免檸檬從樹上掉落時被撞傷）
- 合併五大湖（以便將水資源供給更多土地，其中部分土地有潛力發展成檸檬農場）

## 口號和語錄
- 「為了苦澀的加拿大」[4]
- 「我們認為加拿大政壇應該充滿更多活力」
- 「過去四十年來，檸檬消費量與檸檬進口量的增長實在令人驚嘆」
- 「氣候變遷是檸檬黨綱領中的一個重要部分……我們認為加拿大應該足夠溫暖，能夠栽培檸檬樹」
- 「我不認為聯邦政府有權干涉物理定律或熱力學定律，這並非聯邦管轄範疇」
- 「許多傻瓜投票給保守黨，也有許多傻瓜投票給我們；若我們能團結一致，就能凝聚這些傻瓜票數並取得勝利」

## 選舉結果
| 大选   | 候选人数量 | 赢得席位数量 | 民众投票率 |
| ------ | ---------- | ------------ | ---------- |
| 1989年 | 11         | 0            | 0.22%      |
| 1994年 | 10         | 0            | 0.10%      |